# Mariä Himmelfahrt (Illereichen)

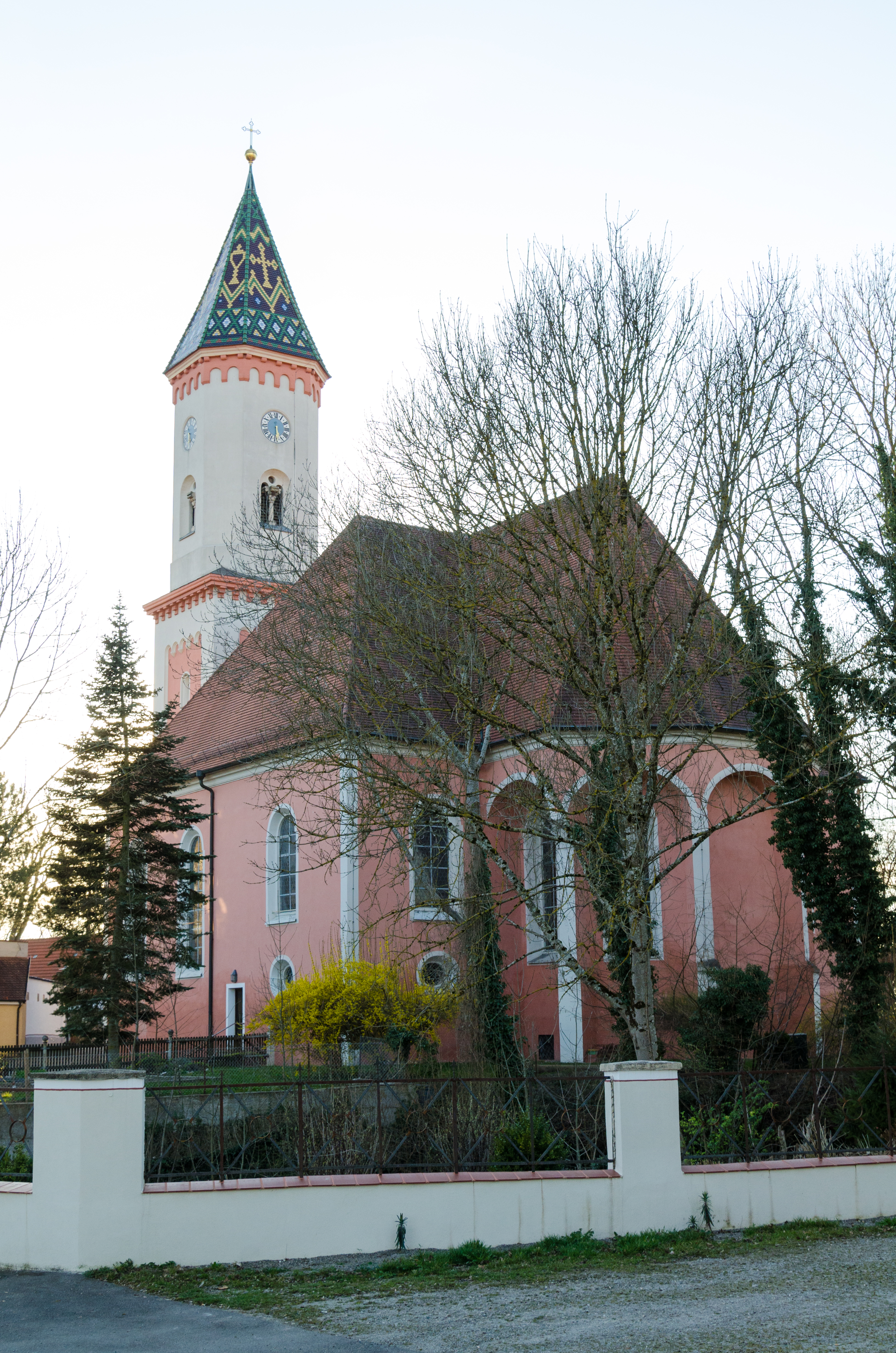
Mariä Himmelfahrt in Illereichen

Die römisch-katholische Filialkirche Mariä Himmelfahrt steht in Illereichen, einem Gemeindeteil des Marktes Altenstadt im Landkreis Neu-Ulm in Bayern. Das Bauwerk ist in der Liste der Baudenkmäler in Altenstadt als Baudenkmal unter der Nr. D-7-75-111-26 eingetragen.

## Beschreibung
Die im Kern spätgotische Saalkirche wurde vor 1451 errichtet. Sie bestand aus einem Langhaus und einem dreiseitig geschlossenen Chor im Nordosten. Um 1616/20 wurde die Saalkirche zur Kreuzkirche erweitert, indem an das Langhaus querschiffartige Kapellen, in denen sich Sakristeien und Oratorien befinden, beidseitig angebaut wurden. Das Langhaus wurde 1753 durch den Einsturz des Kirchturms zerstört und 1755/56 wieder aufgebaut. Der Kirchturm entstand erst 1838–1840 wieder neuromanisch. Der Innenraum des Langhauses ist mit einer Flachdecke überspannt, der des Chors mit einem Kreuzgratgewölbe. Die Fresken wurden 1904/07 von Leonhard Thoma in Anlehnung an die um 1800/15 von Konrad Huber geschaffene Deckenmalerei gestaltet. Zur Kirchenausstattung gehört ein 1904/07 gebauter Hochaltar mit einem Tabernakel.